# Occupied Europe NATO Tour 1994-95
Occupied Europe NATO Tour 1994-95 je album v živo skupine Laibach, ki je izšel leta 1996 pri založbi The Grey Area. Album vsebuje posnetke s koncerta v DC 3 Dakoti v Ljubljani, ki so ga izvedli 26. oktobra 1995. Skupaj z zgoščenko je izšla še videokaseta s posnetki s koncertov skupine Laibach v Sarajevu, Moskvi in Varšavi.

## Seznam skladb

### Zgoščenka
| Št. | Naslov                                                 | Dolžina |
| --- | ------------------------------------------------------ | ------- |
| 1.  | „N.A.T.O.‟ (Gustav Holst)                              | 5:53    |
| 2.  | „War‟ (Barrett Strong, Norman Whitfield)               | 4:06    |
| 3.  | „Final Countdown‟ (Joey Tempest)                       | 5:38    |
| 4.  | „In the Army Now‟ (Ferdi Bolland, Rob Bolland)         | 4:21    |
| 5.  | „Alle gegen alle‟ (Gabi Delgado)                       | 3:51    |
| 6.  | „National Reservation‟                                 | 3:46    |
| 7.  | „2525‟ (Rick Evans)                                    | 4:06    |
| 8.  | „Mars on River Drina‟ (Stanislav Binički)              | 5:00    |
| 9.  | „Everlasting Union‟ (Laibach)                          | 4:08    |
| 10. | „Leben heißt Leben‟ (Opus)                             | 5:32    |
| 11. | „Sympathy for the Devil‟ (Mick Jagger, Keith Richards) | 5:41    |
| 12. | „Trans-National‟ (Laibach)                             | 4:48    |
| 13. | „Wirtschaft ist tot‟ (Laibach)                         | 4:56    |
| 14. | „Geburt einer Nation‟ (Queen)                          | 4:38    |
| 15. | „Opus Dei‟ (Opus)                                      | 6:28    |

### VHS
1. »N.A.T.O.«
2. »War«
3. »Final Countdown«
4. »In the Army Now«
5. »Dogs of War«
6. »Alle gegen Alle«
7. »National Reservation«
8. »2525«
9. »Mars on River Drina«
10. »Wirtschaft ist tot«
11. »Sympathy for the Devil«
12. »Geburt einer Nation«